# West Galena Township
Die West Galena Township ist eine von 23 Townships im Jo Daviess County im äußersten Nordwesten des US-amerikanischen Bundesstaates Illinois.

## Geografie
Die West Galena Township liegt im Nordwesten von Illinois am Mississippi, der die Grenze zu Iowa bildet. Der südöstliche Grenze der Township wird vom Galena River gebildet. Die Grenze zu Wisconsin befindet sich rund 15 nördlich der Township.
Die West Galena Township liegt auf 42°24′16″ nördlicher Breite und 90°27′33″ westlicher Länge und erstreckt sich über 28,99 km², die sich auf 24,59 km² Land- und 4,4 km² Wasserfläche verteilen.
Die West Galena Township grenzt innerhalb des Jo Daviess County im Nordwesten an die Menominee Township, im Norden an die Rawlins Township, im Osten an die East Galena Township und im Südosten an die Rice Township. Am der Township gegenüber liegenden Mississippiufer in Iowa liegen das Dubuque und das Jackson County.

## Verkehr
Durch die West Galena Township führt der den Illinois-Abschnitt der Great River Road bildende U.S. Highway 20, der hier auf der gleichen Strecke wie der Illinois Highway 84 verläuft.
Parallel dazu führt eine entlang des Mississippi verlaufende Bahnlinie der BNSF Railway.
Die nächstgelegenen Flugplätze sind der rund 35 km westlich in Iowa gelegene Dubuque Regional Airport und der rund 30 km nördlich in Wisconsin gelegene Platteville Municipal Airport.

## Bevölkerung
Bei der Volkszählung im Jahr 2010 hatte die Township 3323 Einwohner.
Die Bevölkerung der Township konzentriert sich auf die im nordwestlichen Zentrum gelegenen Stadtteile von Galena.